# DMN
DMN foi um grupo de rap de São Paulo, Brasil, formado em 1989 pelos integrantes Markão II, Elly, Max Telefone de Contato e DJ Slick. Alcançou sucesso com a canção "Homem de Aço", premiada no Hutúz como uma das melhores da década.

## Carreira
O DMN surgiu em 1989 quando quatro pessoas envolvidas em batalhas de rimas em São Paulo reuniram-se para dar origem a um grupo. Eram Markão II, Elly, Max Telefone de Contato, Eli Efi, Xis e DJ Slick. A primeira aparição importante do grupo foi na coletânea Consciência Black, Vol II, na canção "Isso não se faz", que tratava do racismo com negros mundo afora. No ano seguinte, a banda lançou o seu primeiro trabalho próprio, o álbum Cada Vez Mais Preto, com canções como "4P" e "Como Pode Estar Tudo Bem".
Porém o sucesso do grupo inicia com a composição da música "Homem de Aço", em 1998, a qual teve grande alta popularidade entre os jovens e veiculações constantes nos veículos de mídia. A canção tem a participação especial de Edi Rock dos Racionais MC's, foi indicada ao Video Music Brasil 1998 e foi eleita como uma das melhores músicas da década no Prêmio Hutúz de 2009. O segundo álbum, chamado Saída de Emergência foi produzido por Edi Rock, com destaque para as canções "Cisco" e "Racistas otários" (com Mano Brown, Edi Rock e KL Jay); álbum no qual o grupo firma-se na escala do rap nacional. No mesmo ano, teve três indicados no Hutúz: Slick em Dj de Grupo, Saída de Emergência em Álbum do Ano e o grupo em si no Artista do Ano.
Em 2002, foi lançado o CD DMN: Ao Vivo, também disponibilizado em DVD, tendo o DMN lançado em 2003 seu quarto trabalho, esperado pelos fãs, chamado Essa é a Cena, com as canções faixa-título e "Jão", que tornou-se uma das mais tocadas nas rádios do Brasil no ano. Elly produziu o disco enquanto Markão II compôs a maioria das letras. O CD ainda teve a participação de Lino Krizz, Sandrão e Maionese (SP Funk). O tema foi principalmente a diferença social, mas também teve descontração e amor em duas faixas.
Atualmente, além de compor músicas, os integrantes do DMN tem participado de projetos que planejam a conscientização de jovens habitantes de periferia em todo o país, e também promover palestras, debates e incentivos a comunidade.

## Discografia

### Álbuns de estúdio
- Cada Vez Mais Preto (1993)
- Saída de Emergência (2001)
- Essa é a Cena (2004)
- 9 Anos Depois Epílogo (2013)

### DVDs
- DMN: Ao Vivo (2002)

### Single
- "H. Aço" (1999)

## Prêmios
| Ano  | Prêmio       | Categoria                  | Ref   |
| ---- | ------------ | -------------------------- | ----- |
| 2009 | Prêmio Hutúz | Melhores músicas da década | [ 2 ] |